# Dean Lukin
Dinko (Dean) Lukin (ur. 26 maja 1960 w Port Lincoln) – australijski sztangista.
Na Igrzyskach Olimpijskich w Los Angeles w 1984 zdobył złoty medal w wadze superciężkiej (powyżej 110 kg) z wynikiem 412,5 kg w dwuboju i uzyskał tym samym tytuł mistrza świata. Do jego osiągnięć należą również dwa złote medale igrzysk Wspólnoty Narodów (Brisbane 1982 oraz Edynburg 1986). Ma w swoim dorobku także tytuł mistrza Australii i Oceanii (Melbourne 1980).
W 1985 został Medalistą Orderu Australii